# Harxa
Harxa (c. 590–648, també Harsa, Harsha, Harsha Vardhana o Harshavardhana) fou un emperador indi que va governar Índia del nord del 606 a 648 des de la seva capital Kanauj. Va pertànyer a la dinastia Pushyabhuti i fou el fill de Prabhakarvardhana (que va derrotar els invasors Huna) i el germà petit de Rajyavardhana, un rei de Thanesar, en el que avui és Haryana. Fou el fundador i governant de l'Imperi de Harxa i al zenit del seu poder el seu imperi abraçava el Panjab, Rajasthan, Gujarat, Bengala, Odisha i tota la plana Indogangètica al nord del riu Narmada. Harxa va ser derrotat per l'Emperador indi del sud Pulakeshin II de la dinastia Chalukya quan Harxa va intentar expandir el seu Imperi a la part sud del subcontinent.
Harshavardhana fou el darrer emperador hindú de una Índia del nord unida.

## Orígens

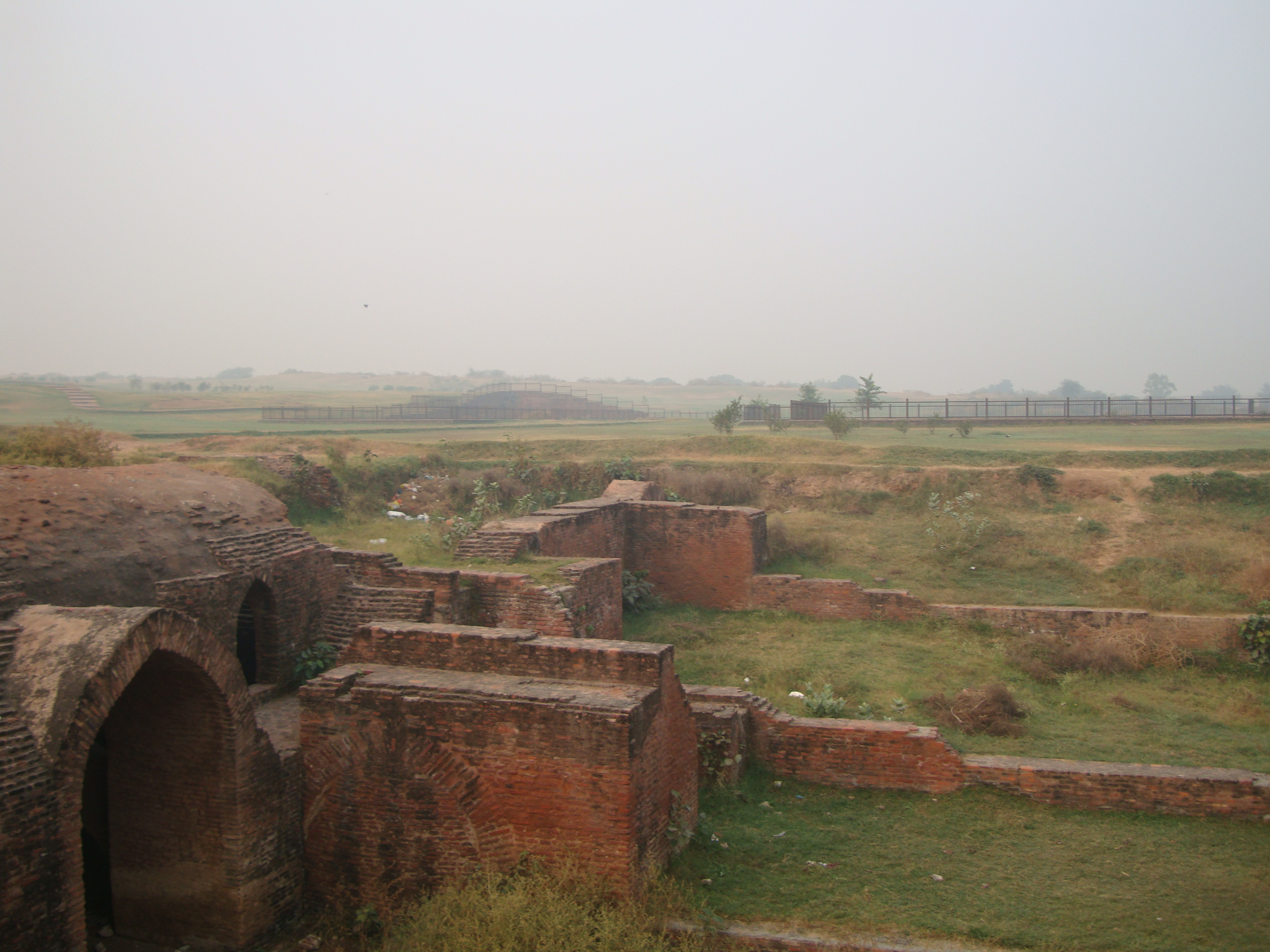
Ruïnes de palau d'Harxa a "Harsh ka tila"; l'àrea de munt està estesa per més d'un km

Després de la caiguda de l'Imperi Gupta a la meitat del segle vi, l'Índia del nord va quedar partida en diversos regnes independents. Les regions del nord i occidentals van passar a les mans d'una dotzena o més d'estats antics feudataris dels guptes.
Prabhakara Vardhan, el governant de Sthanvisvara, que pertanyia a la família Pushyabhuti, va estendre el seu control sobre estats veïns. Prabhakar Vardhan fou el primer rei de la dinastia Vardhana i va tenir la seva capital a Thaneswar.
Després que Prabhakar Vardhan va morir el 605, el seu fill gran, Rajya Vardhan, va ascended el tron. Harsha Vardhana era el germà petit de Rajya Vardhana.
Aquest període dels reis de la mateixa línia ha estat referits a com la dinastia Vardhana en moltes publicacions.
Segonsles principals evidències, Harxa, com els guptes, era de la classe dels vaïxyes (Vaishya varna, en que varna = classe). El viatger xinès Xuanzang esmenta un emperador que va anomenar com Shiladitya, qui es diu que seria Harxa. Xuanzang esmenta que aquest rei pertanyia a la "Fei-she". Aquesta paraula és generalment acceptada com a equivalent a "Vaishya" (una varna o classe social).

## Ascensió al poder
La germana d'Harxa i de Rajya Vardhana, Rajyashri, havia estat casada al rei Maukhari, Grahavarman. Aquest rei, alguns anys més tard, hi havia estat derrotat i mort pel rei Devagupta de Malwa i després de la seva mort, Rajyashri havia estat empresonada pel vencedor. El germà d'Harxa, Rajya Vardhana, aleshoresl rei a Thanesar, no podia acceptar aquesta humiliació a la seva família i va marxar contra Devagupta i el va derrotar. Però en aquell moment Shashanka, rei de Gauda a Bengala Oriental, va entrar a Magadha com a suposat amic de Rajya Vardhana (o Rajyavardhana), però en secreta aliança amb el rei de Malwa. Consegüentment, Sasanka va assassinar Rajyavardhana a traïció. Al assabentar-se de l'assassinat del seu germà, Harxa va decidir immediatament marxar contra el traïdor rei de Gauda, Shashanka, i el va matar en una batalla. Harxa va pujar al tron a l'edat de 16 anys.

## Regnat
Índia del nord estava dividida en petites repúbliques o estats monàrquics governats per dinastes guptes després de la caiguda de l'Imperi Gupta. Harsha va unir les petites repúbliques del Panjab i l'Índia central, i els seus representants el van coronar rei en una assemblea l'abril del 606 donant-li el títol de maharaja (gran rei o emperador). Harsha va adoptar com a religió el budisme i va establir l'anomenat Imperi d'Harxa que va portar tota l'Índia del nord sota el seu control. La pau i prosperitat que va prevaler va fer de la seva cort un centre cosmopolita, atraient intel·lectuals, artistes i visitants religiosos d'arreu. El viatger xinès Xuanzang va visitar la cort d'Harsha, i va escriure un relat molt favorable d'ell, elogiant la seva justícia i generositat.
Chalukya Pulakeshin II va derrotar a Harxa a les ribes del Narmada a l'hivern del 618-619.

## Autor
Harxa és generalment considerat com l'autor de tres obres en sànscrit: Ratnavali, Nagananda i Priyadarsika. Mentre alguns creuen (per exemple Mammata al Kavyaprakasha) que fou Bana, el poeta de la cort d'Harxa tribunal el que va escriure les obres com un encàrrec pagat. Wendy Doniger està "persuadit, tanmateix, que el rei Harxa realment va escriure les obres ... per si mateix."